# Doconesthes
Doconesthes is een geslacht van sponsdieren uit de klasse van de Hexactinellida.

## Soorten
- Doconesthes dustinchiversi Reiswig, 2015
- Doconesthes sessilis Topsent, 1928